# 约翰·马瑟
约翰·克倫威爾·马瑟（英語：John Cromwell Mather，1945年8月7日—），美国国家航空航天局戈达德航天中心的高级天体物理学家。他和乔治·斯穆特因发现了宇宙微波背景辐射的黑体形式和各向异性共同获得2006年的诺贝尔物理学奖。
馬瑟是20位美國諾貝爾物理學獎獲得者之一，他於2008年5月簽署了一封致乔治·沃克·布什總統的信，敦促他“扭轉2008財年綜合撥款法案對基礎科學研究造成的損害” 通過為能源部科學辦公室、國家科學基金會、和國家標準技術研究所申請額外的緊急資金。
馬瑟還是詹姆斯·韦伯太空望远镜（JWST）的高級項目科學家，該太空望遠鏡於2021年12月25日發射到拉格朗日點L2。

## 教育经历
约翰·马瑟于1968年在斯沃斯莫尔学院获得物理学学士学位，1974年在伯克利加州大学获得物理学博士学位。